# Ванька (рассказ)
«Ванька» — рассказ Антона Павловича Чехова, написанный в 1886 году и впервые опубликованный в «Петербургской газете» (1886, № 354 от 25 декабря) в разделе «Рождественские рассказы» за подписью А. Чехонте. Произведение было неоднозначно встречено критиками из числа современников Антона Павловича; в то же время Лев Толстой включил его в перечень «особо выдающихся» рассказов Чехова. При жизни автора «Ванька» был включён в чеховские сборники рассказов и учебное пособие для начальной школы «Книга для чтения», а также переведён на немецкий, французский, датский и другие европейские языки. Тематически «Ванька» перекликается со святочными рассказами Андерсена, Достоевского и произведениями Диккенса.

## Сюжет

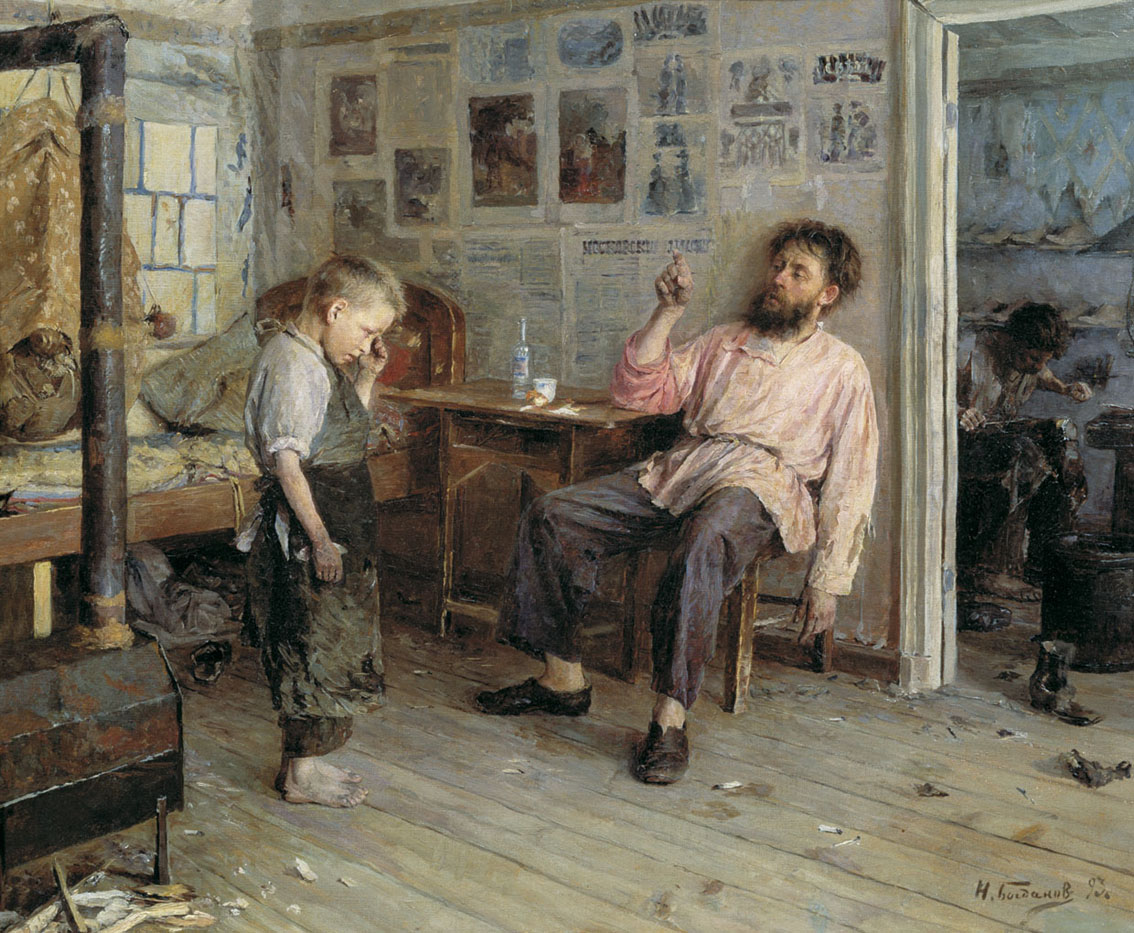
И. П. Богданов. Новичок. 1893

В рождественскую ночь девятилетний Ванька Жуков, переехавший три месяца назад в Москву и ставший учеником сапожника Аляхина, пишет письмо своему дедушке. Поздравив Константина Макаровича с праздником, мальчик начинает рассказывать о жизни в чужом доме. Накануне хозяин наказал Ваньку за то, что тот, качая люльку с ребёнком, уснул сам; хозяйка устроила мальчику выволочку за неправильно почищенную селёдку; подмастерья относятся к прибывшему из деревни ученику с ехидством и требуют, чтобы он приносил для них водку из кабака.
Попутно мальчик вспоминает деревенскую жизнь, смешливого балагура деда, собак Каштанку и Вьюна. В его сознании всплывают предновогодние картины, когда Константин Макарович приносил из леса ёлку для господ Живаревых. Барышня Ольга Игнатьевна помогала Ваньке осваивать чтение и письмо; благодаря ей он научился считать и танцевать кадриль. Попросив деда приехать в Москву и забрать его из дома Аляхина, мальчик пишет на конверте адрес: «На деревню дедушке, Константину Макаровичу». Ночью он видит во сне, как Константин Макарович, сидя на печи, читает письмо кухаркам.

## Публикации, отзывы и рецензии
«Ванька», опубликованный в предновогоднем выпуске «Петербургской газеты» (1886, № 354 от 25 декабря), получил разноречивые оценки. Ряд критиков увидел в рассказе про мальчика, отданного «в люди», незамысловатую историю, не требующую глубокого анализа. К примеру, писатель Константин Арсеньев в рецензии, вышедшей в ежемесячнике «Вестник Европы» (1888, № 7), расценил произведение Антона Павловича как «недурное». Критик Константин Медведский, писавший под псевдонимом К. Говоров, в издании «День» (1889, № 471) назвал рассказ «эскизиком» и «пустячком», отметив, что писателю «не удались ни деревня в воспоминаниях Ваньки, ни фигура дедушки».

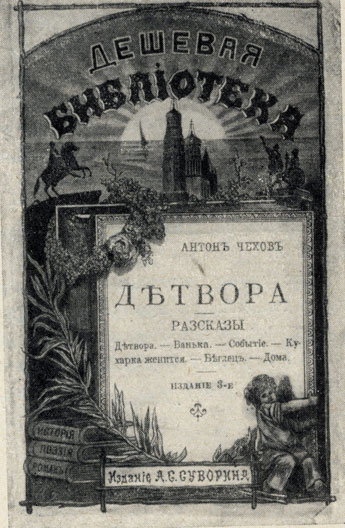
Сборник Чехова «Детвора» с рассказом «Ванька»

Резкому отзыву Медведского были противопоставлены вполне благожелательные рецензии других современников Чехова. Так, обозреватель Фёдор Егорович Пактовский написал об актуальности проблемы, поднятой в рассказе. Публицист Александр Богданов (В. Альбов) в статье, появившейся на страницах литературного и научно-популярного журнала «Мир Божий» (1903, № 1), обратил внимание на то, насколько не похож на себя в этом произведении Антоша Чехонте: «Прежний балагур-рассказчик о чём-то загрустил и глубоко задумался».
Сын Толстого — Илья Львович — в мае 1903 года сообщил Чехову, что его отец включил «Ваньку» в список «особенно выдающихся» рассказов Антона Павловича (в этом же перечне среди произведений «первого сорта» были, по версии Льва Николаевича, «Злоумышленник», «Душечка», «Спать хочется» и другие). Писатель Сергей Семёнов, рассказывая об отношении Толстого к прозе Антона Павловича, упоминал, что «восхищали его и детские фигуры Чехова, вроде „Ваньки“, пишущего письмо к деду». Издание «Крымский курьер» сообщило в апреле 1900 года, что в Ялтинском театре состоялось литературное мероприятие, на котором гражданская жена Максима Горького — актриса Мария Андреева — прочитала «Ваньку». При жизни Чехова рассказ был напечатан в прозаических сборниках Чехова «Рассказы» (1888) и «Детвора» (1889), а также включён в учебное пособие для начальной школы «Книга для чтения», вышедшее в Петербурге в 1900 году. Кроме того, «Ванька» был переведён на ряд европейских языков.

## Версии о прототипе главного героя
Исследователи творчества Чехова выдвигают две основные версии, касающиеся возможного прототипа Ваньки Жукова. Согласно одной из них, Антон Павлович, детство которого прошло в отцовской лавке «со всеми ненормальностями и мучениями», воспроизвёл в рассказе свои собственные жизненные впечатления. Подтверждением того, что воспоминания о тяготах, перенесённых в «нежном возрасте», не оставляли Чехова и в зрелые годы, являются его письма старшему брату Александру Павловичу: «Деспотизм и ложь исковеркали наше детство до такой степени, что тошно и страшно вспоминать… В детстве у меня не было детства».

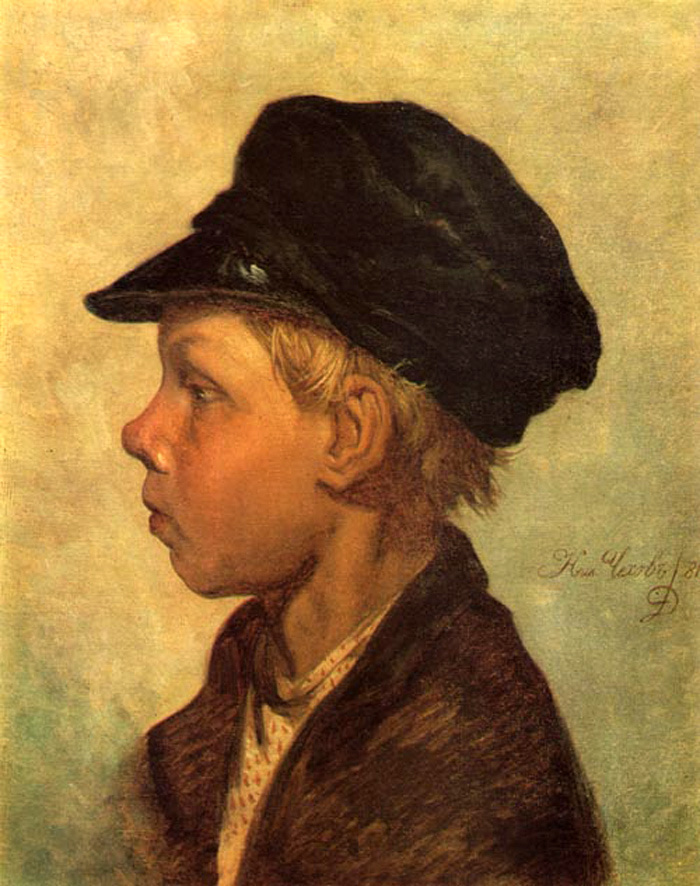
Н. П. Чехов. Крестьянский мальчик (Ванька Жуков). 1881

Вторая версия, озвученная филологом Алексеем Пехтеревым, связана с судьбой Михаила — родственника писателя по отцовской линии. Его отец — переплётчик Михаил Егорович — в 1864 году отправил сына «в люди» к московскому купцу Ивану Егоровичу Гаврилову. Мальчик работал в его амбарах бесплатно, получая вместо денег скудную еду. Михаил Егорович, испытывая чувство вины перед ребёнком, объяснял ему сложность семейной ситуации в одном из писем: «Мишенька, мне очень совестно перед тобою, да делать нечего… Переплетное дело у меня на ниточке, как говорится, висит…». В 1877 году, спасаясь от долговой ямы, на службу к Гаврилову устроился конторщиком и отец Антона Павловича. История юного Миши, хорошо знакомая всем Чеховым, была, по мнению Пехтерева, отражена в «Ваньке».
Образ ребёнка, весьма похожего на персонажа «Ваньки», запечатлён на картине родного брата писателя — Николая Павловича. Это сходство усиливается во многом благодаря названию портретного этюда — «Крестьянский мальчик (Ванька Жуков)». По словам искусствоведа Е. И. Прасоловой, «большеглазый, курносый, в надвинутом на лоб картузе мальчик на этюде настолько выразителен и характерен, что воспринимается как прототип одного из популярных чеховских героев». Однако исследователи отмечают, что картина Николая Чехова была написана в 1881 году, тогда как рассказ «Ванька» вышел в свет пятью годами позже.

## Жанровая принадлежность
«Ванька» был впервые опубликован в разделе «Рождественские рассказы», однако в течение десятилетий вопрос о жанровой принадлежности чеховского произведения оставался нерешённым. По мнению литературоведа Г. Г. Рамазановой, «Ванька» — это хрестоматийный образец «антирождественского» рассказа. В нём, с одной стороны, присутствуют рождественские мотивы — речь идёт о возникающих в сознании героя картинах зимней деревенской ночи, когда «всё небо усыпано весело мигающими звездами, и Млечный Путь вырисовывается так ясно, как будто его перед праздником помыли и потёрли снегом». Однако концовка истории показывает, что герой напрасно ждёт чудесных перемен: «Волшебства, на которое так уповал мальчик в рождественскую ночь, не произошло».
Подобным образом анализирует рассказ и историк литературы Елена Душечкина, считающая, что в тексте «Ваньки» совмещены светлая «рождественская» печаль (она просматривается при описании деревенских воспоминаний мальчика и щемящего сна героя, видящего, как дед читает его письмо) и полное отсутствие иллюзий относительно дальнейшей судьбы Ваньки, в жизни которого «все самое лучшее уже позади»:

Являясь одним из первых календарных текстов Чехова, «Ванька» показывает, что писатель ищет новые пути святочного жанра в разработке «антирождественских» мотивов, использование которых… имело целью показать несоответствие сути праздника безжалостной реальности жизни. 
Этот подход не разделяет специалист в области теории литературы Иван Есаулов, полагающий, что если рассматривать «Ваньку» не как пример «социально-обличительной беллетристики», а как литературный шедевр, то можно обнаружить, что «перед нами сюжет о светлом рождественском чуде». При анализе рассказа Есаулов обращает внимание на тёмное окно с отражённой в нём свечой — именно туда, в «заоконное пространство», смотрит герой, вспоминая Константина Макаровича, деревенских собак, горничную, кухарку, новогоднюю ёлку с гостинцами, добрую барышню Ольгу Игнатьевну. Порой, когда мысль мальчика пересекает эту условную границу между двумя мирами — московским и деревенским, — в тексте меняется глагольное время: городские впечатления иногда фиксируются в прошедшем, а картины-воспоминания — в настоящем. Именно так — в настоящем времени — даётся и финальный сон Ваньки: дед читает его письмо, а рядом ходит пёс Вьюн. Ожидаемое волшебство всё-таки происходит, считает Есаулов:

Рождественская «встреча» дедушки и внука, таким образом, состоялась — в единственно возможном для этой встречи поэтическом космосе произведения… По-видимому, рождественские «почтовые тройки с пьяными ямщиками и звонкими колокольцами», которые развозят письма «по всей земле», не миновали и деревню Константина Макарыча.

## Литературная перекличка
Тематически «Ванька» перекликается как с другими «детскими» рассказами Чехова (писателю был особенно интересен так называемый «третий период детской психики»), так и с близкими по жанру произведениями русской и мировой литературы. У детей в чеховском мире свои представления о подлинных ценностях. Если Ванька Жуков в качестве настоящего сокровища рассматривает золотой орех, повешенный на ёлку, то для играющих в лото героев рассказа «Детвора» (1886) — Гриши, Ани, Алёши и Сони — ставкой является копейка; попытка дать рубль расценивается ими как мошенничество. Столь же непостижимым для взрослых является мир детей в рассказах «Мальчики», «Гриша», «Событие», «Кухарка женится». При этом история Ваньки в большей степени напоминает ту безысходную ситуацию, в которую попала героиня рассказа «Спать хочется» Варька. Она тоже отдана «в люди» и вынуждена нянчить хозяйского ребёнка; ей, как и Ваньке, «отказано в детстве».
Определённые пересечения, связанные с темой «Дети, лишённые Рождества», наблюдаются между «Ванькой» и святочным рассказом Ханса Кристиана Андерсена «Девочка со спичками». В этот же ряд исследователи включают произведение Фёдора Достоевского «Мальчик у Христа на ёлке», повествующее о шестилетнем обитателе подвала, выбравшемся на улицу и увидевшем за стеклом комнату с нарядной высокой елью и невиданными игрушками. Сама же тема видений-воспоминаний, которые в канун Рождества складываются в сознании обездоленных детей, восходит, по мнению Елены Душечкиной, к Чарльзу Диккенсу; при этом её «русский вариант», представленный Чеховым, связан с идеализацией прошлого. Если посмотреть сторонним взглядом на деревенскую жизнь, о которой грезит Ванька, то выяснится, что поводов для ностальгии там немного: дед, Константин Макарович, редко бывает трезвым, быт скуден, дом беден, радостей мало. Но «для Ваньки нет желаннее места».

## Крылатые выражения
Выражение «на деревню дедушке» вошло в толковые словари русского языка как крылатая фраза со значением отправка чего-либо «по заведомо неполному, неточному адресу» либо «неизвестно куда», преимущественно с ироничным оттенком.

## Экранизация
- 1959 — советский короткометражный фильм режиссёра Эдуарда Бочарова «Ванька», снятый на киностудии имени М. Горького по мотивам чеховского рассказа. Фильм входит в киноальманах «Три рассказа Чехова». В картине снимались Николай Плотников (Аляхин), Нонна Мордюкова (жена Аляхина), Пётр Алейников (Егорка Кривой); роль Ваньки исполнил десятилетний Александр Барсов[16].
- 1981 — «Ванька Жуков» — советский кукольный мультфильм киностудии «Киевнаучфильм» режиссёра Л. Зарубина.